# Redes ad hoc
Em telecomunicações, redes ad hoc são um tipo de rede que não possui um nó ou terminal especial  — geralmente designado como ponto de acesso — para o qual todas as comunicações convergem e que as encaminha para os respectivos destinos. Assim, uma rede de computadores ad hoc é aquela na qual todos os terminais funcionam como roteadores, encaminhando de forma comunitária as comunicações advindas dos terminais vizinhos. Um dos protocolos usados para redes ad hoc sem fio é o OLSR.
Ad hoc é uma expressão latina que significa "para esta finalidade" ou "com este objetivo". Geralmente se refere a uma solução destinada a atender a uma necessidade específica ou resolver um problema imediato — e apenas para este propósito, não sendo aplicável a outros casos. Portanto, tem um caráter temporário. Em um processo ad hoc, nenhuma técnica de uso geral é empregada pois as fases variam a cada aplicação, conforme a situação assim o requeira. O processo nunca é planejado ou preparado antecipadamente.

## História
O conceito de uma rede ad hoc data do início da década de 1970, quando a U.S DARPA (United States Defense Advanced Research Projects Agency) iniciou o projeto PRNET (Packet Radio Network), para explorar o uso de redes na comunicação de pacotes via radio num ambiente tático militar.
Mais tarde, em 1983, a DARPA lançou o programa SURAN (Survivable Adaptive Network), visando expandir a tecnologia desenvolvida no projeto PRNET, para suportar grandes redes e desenvolver protocolos de rede adaptáveis às rápidas mudanças de condições que ocorrem em um ambiente tático.
O último da série de programas iniciados pela DARPA para satisfazer os requisitos de defesa (sistemas de informações robustos e rapidamente expansíveis) foi o GloMo (Global Mobile Information Systems), que teve início em 1994. Enquanto as comunicações táticas militares permaneciam como a principal aplicação das redes ad hoc, havia um número crescente de aplicações não militares, tais como conferência e busca e salvamento.

## Características das redesad hoc
Geralmente, numa rede ad hoc não há topologia predeterminada, nem controle centralizado. Redes ad hoc não requerem uma infraestrutura tal como um backbone ou pontos de acesso configurados antecipadamente. Os nós ou nodos se comunicam com conexão física entre eles, criando uma rede on the fly, na qual alguns dos dispositivos da rede fazem parte dela apenas durante a sessão de comunicação — ou, no caso de dispositivos móveis ou portáteis, enquanto estão a uma certa proximidade do restante da rede.
No modo ad hoc o usuário se comunica diretamente com outros. Este modelo, pensado para conexões pontuais, só recentemente passou a prover mecanismos robustos de segurança, por conta do fechamento de padrões mais modernos (802.11i). Porém, estes novos padrões exigem placas mais modernas do que a maioria daquelas atualmente existentes.
Além da ausência de infraestrutura fixa, outras características distintivas das redes ad hoc incluem o modo de operação distribuído ponto a ponto, roteamento multi-hop e mudanças relativamente freqüentes na concentração dos nós da rede.
A responsabilidade pela organização e controle da rede é distribuída entre os próprios terminais. Em redes ad hoc, alguns pares de terminais não são capazes de se comunicar diretamente entre si. Então, alguma forma de retransmissão de mensagens é necessária, para que esses pacotes sejam entregues ao seu destino. Com base nessas características, redes celulares padrão e redes totalmente conectadas não se qualificam como redes ad hoc.
Em uma rede ad hoc móvel ou MANET (do inglês mobile ad hoc network) um conjunto de nós móveis (MNs) formam redes dinâmicas autônomas, independentes de qualquer infra-estrutura. Uma vez que os nós são móveis, a topologia da rede pode mudar rapidamente e de forma inesperada, de uma hora para outra. Os MNs se comunicam uns com os outros sem a intervenção de uma estação base ou ponto de acesso centralizado. Devido ao limitado raio de transmissão das redes sem fio, múltiplos saltos (hops) podem ser necessários para efetuar a troca de dados entre os nós da rede — daí o termo "rede multi-hop". Nessa rede, cada MN atua tanto como roteador quanto como host. Dessa forma, cada MN participa da descoberta e manutenção de rotas para os outros nós.

## Classificação
Redes ad hoc podem ser classificadas utilizando-se vários parâmetros.
- Redes simétricas ou assimétricas — Redes simétricas são aquelas em que todos os nós têm igual capacidade e dividem responsabilidades similares, ao passo que nas redes assimétricas, as capacidades de diferentes nós (tais como raio de transmissão, capacidade de processamento, velocidade de movimento etc.) e suas responsabilidades (como a de efetuar roteamento), variam de nó para nó.
- Tipo de tráfego a ser transmitido pelos nós — O tráfego pode ser de dados normais ou de dados em tempo real para aplicações multimídia, como som e vídeo. Os esquemas e protocolos usados nas diferentes camadas de nós são em geral modelados para adaptar-se ao tráfego transmitido.
- Métodos de roteamento empregados nas várias redes — De modo geral, a classificação do tipo de roteamento pode ser unicast, multicast ou geocast.
- Métodos de endereçamento podem ser baseados no host, no conteúdo ou até mesmo na capacidade.

Há também outras métricas, como taxa de transmissão e requisitos de segurança, que podem ser usadas como critérios de classificação das redes ad hoc.

## Utilidade
Existe um enorme interesse em redes ad hoc, devido às suas bem conhecidas vantagens para certos tipos de aplicações. Uma vez que uma infraestrutura fixa não é um pré-requisito, uma rede ad hoc pode ser montada rapidamente. Isso torna essas redes adequadas a situações onde não há outra infraestrutura de comunicação presente ou onde tal infraestrutura não possa ser usada por razões de segurança, custo, etc..
Além disso, como as redes ad hoc não dependem de alguns terminais críticos para determinar sua organização e controle, sua performance não é afetada se um determinado terminal da rede falhar ou mesmo sair da rede. Novos terminais podem ser adicionados facilmente à rede sem prejuízos para a comunicação.
Algumas aplicações típicas das redes ad hoc são PDAs, laptops e outros dispositivos portáteis. A redução no tamanho dos equipamentos eletrônicos com o passar dos anos permitiu o desenvolvimento de vários tipos de dispositivos de computação portátil. Muitos desses dispositivos podem ter acesso a algum tipo de conexão em rede, normalmente uma rede local ou acesso à Internet.
A atual tecnologia exige que os dispositivos portáteis estejam dentro do raio de alcance de algum tipo de hub sem fio. Isso reduz drasticamente a abrangência e mobilidade do sistema. Se os dispositivos ad hoc fossem equipados com uma estrutura ad hoc e a densidade desses dispositivos fosse boa o bastante, isso permitiria aos usuários terem algum tipo de conexão em rede em qualquer instância.